# Antonio María Gianelli
Antonio María Gianelli (Cerreta Carro, provincia de La Spezia, Italia, 12 de abril de 1789 - Piacenza, 7 de junio de 1846) fue un obispo católico italiano. Fue canonizado por la Iglesia católica en 1951.

## Biografía
San Antonio María Gianelli nace en Cereta (Liguria, Italia), el 12 de abril de 1789, en una familia paupérrima que cultiva tierras arrendadas. En la escuela para niños fundada por el párroco de Castello, realiza sus primeros estudios. Él fue quién fundó la Congregación de las Hijas de María Santísima del Huerto (Italia)
Hasta los 18 años distribuye su tiempo entre el estudio, la oración, el catecismo, el servicio a las familias labriegas y las obras de caridad.
Una acaudalada genovesa, propietaria de los terrenos que sus padres cultivaban, le facilita la entrada al Seminario de Génova. Continúa con éxito sus estudios, pero sobre todo cultiva la piedad y la mortificación.
En 1813, después de haber recibido la ordenación sacerdotal, es destinado como ayudante del Abad de la Iglesia de San Mateo en Génova, donde permanece por dos años.
En Carcare (Savona), diócesis de  Acqui, se desempeña como profesor modelo, en el Colegio de los Escolapios durante el curso escolar 1815-1816.
Conocido y apreciado por el Cardenal Spina es llamado al año siguiente al Seminario de Génova y se le confía la Cátedra de Retórica, que Gianelli ejerce por 10 años. Años plenos de intenso trabajo y responsabilidad al servicio de futuros sacerdotes de los que quiere: "Sean doctos, sí, pero por sobre todo santos".
Al quedar vacante, en 1826, la colegiala de S. Juan Bautista en Chiavari, el nuevo Arzobispo de Génova, Mons. Luis Lambruschini escribe a los Chiavareses: "Os envío la más bella flor de mi jardín". Y vuelto a Gianelli: "haga de cuenta que emprende una misión, no de pocos días, sino de 10 o 12 años..."

## Muerte y Canonización
Consumido por las fatigas apostólicas vive pocos años y el 7 de junio de 1846 muere en Piacenza.
En 1925 fue beatificado por Pío XI y el 21 de octubre de 1951, Pío XII lo proclama santo. En el año 2000 fue proclamado Patrono de Bobbio y de la Val di Vara (Italia).
Fundó la congregación de las Hijas de Maria Santísima del Huerto en Chiavari, Génova, y su congregación se extendió por toda América.
En Argentina hay Colegios de Nuestra Señora del Huerto en muchas provincias con su Casa Nacional en Villa Pueyrredón, Ciudad de Buenos Aires. El Instituto Nuestra Señora del Huerto de San Cristóbal, de educación privada tiene 150 años, habiendo sido fundado en 1872 en Avenida Independencia 2140, Buenos Aires.
- Datos: Q521405
- Multimedia: Antonio Maria Gianelli / Q521405